# Montevite
Montevite (oficialmente Montevite/Mandaita) es un concejo del municipio de Iruña de Oca, en la provincia de Álava, España. 

## Despoblados
Forma parte del concejo una fracción de los despoblados de:
- Garzalha.[1]
- Huerzas.[2]
- Montoya.[3]

## Historia
Hacia mediados del siglo XIX, el lugar, por entonces perteneciente a Ribera Alta, tenía contabilizada una población de cincuenta habitantes. Aparece descrito en el undécimo volumen del Diccionario geográfico-estadístico-histórico de España y sus posesiones de Ultramar de Pascual Madoz con las siguientes palabras:

MONTEVITE: l. del ayunt. de Ribera alta en la prov. de Alava (á Vitoria 2 1/2 leg.), part. jud. de Añana (2) aud. terr. de Burgos (18), c. g. de las provincias vascongadas, dióc. de Calahorra (18). sit. al pie de la sierra de Badaya, en una cuesta sobre peña; clima frio; los vientos reinantes son N. y S. y se padecen constipados. Tiene 10 casas, igl. parr. (San Juan) servida por un beneficiado perpetuo con título de cura: para surtido del vecindario hay una fuente de aguas comunes y saludables. El térm. confina N. Sierra de Badaya; E. Subijana y Morillas; S. Ollabarre y O. Anucita y Nuvilla; comprendiendo en su circunferencia dos montes elevados, de los cuales uno solo tiene escabrosidades y el otro está poblado de encinas y hayas. El terr. es montuoso y áspero, á propósito para la cria de ganados. caminos: la carretera que desde Vitoria conduce á Santander, en mal estado. El correo se recibe de Vitoria. prod.: trigo, cebada, avena y otros granos y legumbres: cria de toda clase de ganados, aunque en corto número: caza de perdices, codornices, tordas y palomas. pobl. 8 vec., 50 alm. riqueza y contrib. con su ayunt. (V.)
(Madoz, 1848, p. 556)

A finales de ese siglo, pasó a formar parte del ayuntamiento de Nanclares de la Oca, compuesto hasta entonces por Ollávarre y Nanclares de la Oca. Finalmente, en 1976, Nanclares e Iruña (compuesto por Víllodas y Trespuentes) se fusionaron formando el actual municipio.
En 2022, la entidad singular de población tenía empadronados 62 habitantes y el núcleo de población, 61 habitantes.

## Demografía
| Gráfica de evolución demográfica de Montevite entre 2000 y 2017 |
|                                                                 |
| Población de derecho según los censos de población del INE.     |

## Patrimonio
Hay en el concejo una iglesia de San Juan Evangelista.

## Fiestas
Las fiestas patronales de la localidad se celebran en honor de San Juan, el fin de semana más cercano al 24 de junio.